# 岩城由奈
岩城 由奈（いわき ゆな）は、日本の女性声優。主にアダルトゲームに声をあてている。かつてはトリトリオフィスに所属していた。

## 出演作品

### ゲーム
- ヴァリアブル・ジオ（武内優香）
- とらいあんぐるハート（鷹城唯子）
- とらいあんぐるハート ラブラブおもちゃ箱（鷹城唯子）
- とらいあんぐるハート3 〜Sweet Songs Forever〜（鳳蓮飛、鷹城唯子）
- とらいあんぐるハート1・2・3 DVD EDITION（鳳蓮飛、鷹城唯子）
- 人妻コスプレ喫茶（南翔）
- 先生だーいすき (御影葵)

### テレビアニメ
- りぜるまいん（エリ、ママB、女生徒、園児、生徒、女の先生）

### 劇場アニメ
- エクスドライバー Nina & Rei Danger Zone

### CD
- early works ivory original songs best
- early works2 ivory original songs best

### ラジオ
- とらいあんぐるハート's Radio Stage

### アルバム
- Dear
- Want to Say It

### ドラマCD
- サウンドステージEXTRA とらいあんぐるハートRadioStage CD特番SPECIAL

| スタブアイコン | サブスタブ | この項目は、まだ閲覧者の調べものの参照としては役立たない、声優（ナレーターを含む）に関連した書きかけの項目です。この項目を加筆・訂正などしてくださる協力者を求めています（P:アニメ/PJ:芸能人）。 |